# Bumetopia quadripunctata
Bumetopia quadripunctata là một loài bọ cánh cứng trong họ Cerambycidae.